# Махмуд ибн Вали
Махму́д ибн Вали́ (перс. محمود بن ولى‎; умер в середине XVII века) — историк и географ из Балха, потомок среднеазиатского исламского богослова и мистика Махдуми Азама.
Махмуд ибн Вали был образованным человеком, автором нескольких сочинений. В 1624—1630 годах жил в Индии, затем вернулся в Балх. Автор энциклопедического трактата, созданного в 1634—1640 годах под названием «Бахр ал-асрар фи манакиб ал-aхйар» («Море тайн относительно доблестей благородных»). Книга состоит из семи томов, в каждом из которых 4 части. Она посвящена космогонии, астрономии, географии, всеобщей истории. Труд был посвящён наместнику Балха Надир Мухаммаду, который позднее стал правителем Бухары и Самарканда.
Шестой том посвящён всеобщей истории. Три его части хранятся в Академии наук Узбекистана, четвёртая часть хранится в Архиве Министерства по делам Индии в Британской библиотеке в Лондоне. Особенно большое значение имеет четвёртая часть, содержащая уникальные исторические сведения.